# Võsupere
Võsupere är en ort i Estland. Den ligger i Vihula kommun och landskapet Lääne-Virumaa, i den centrala delen av landet, 70 km öster om huvudstaden Tallinn. Võsupere ligger 70 meter över havet och antalet invånare är 138.
Terrängen runt Võsupere är platt, och sluttar norrut. Runt Võsupere är det glesbefolkat, med 15 invånare per kvadratkilometer. Närmaste större samhälle är Loksa, 16,5 km nordväst om Võsupere. I omgivningarna runt Võsupere växer i huvudsak blandskog.